# LITENING
 (mars 2022).

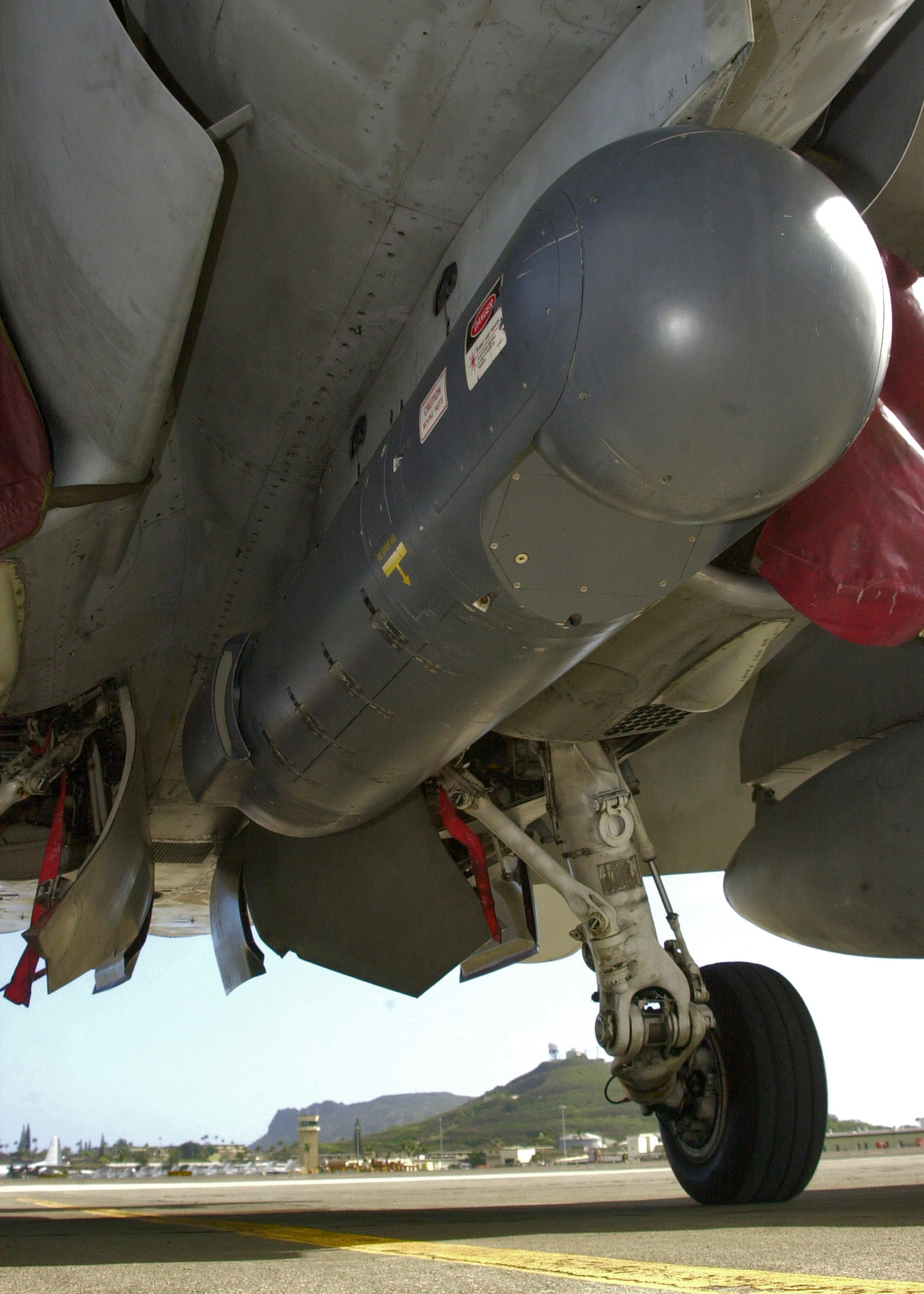
Nacelle Litening sur un F/A-18.

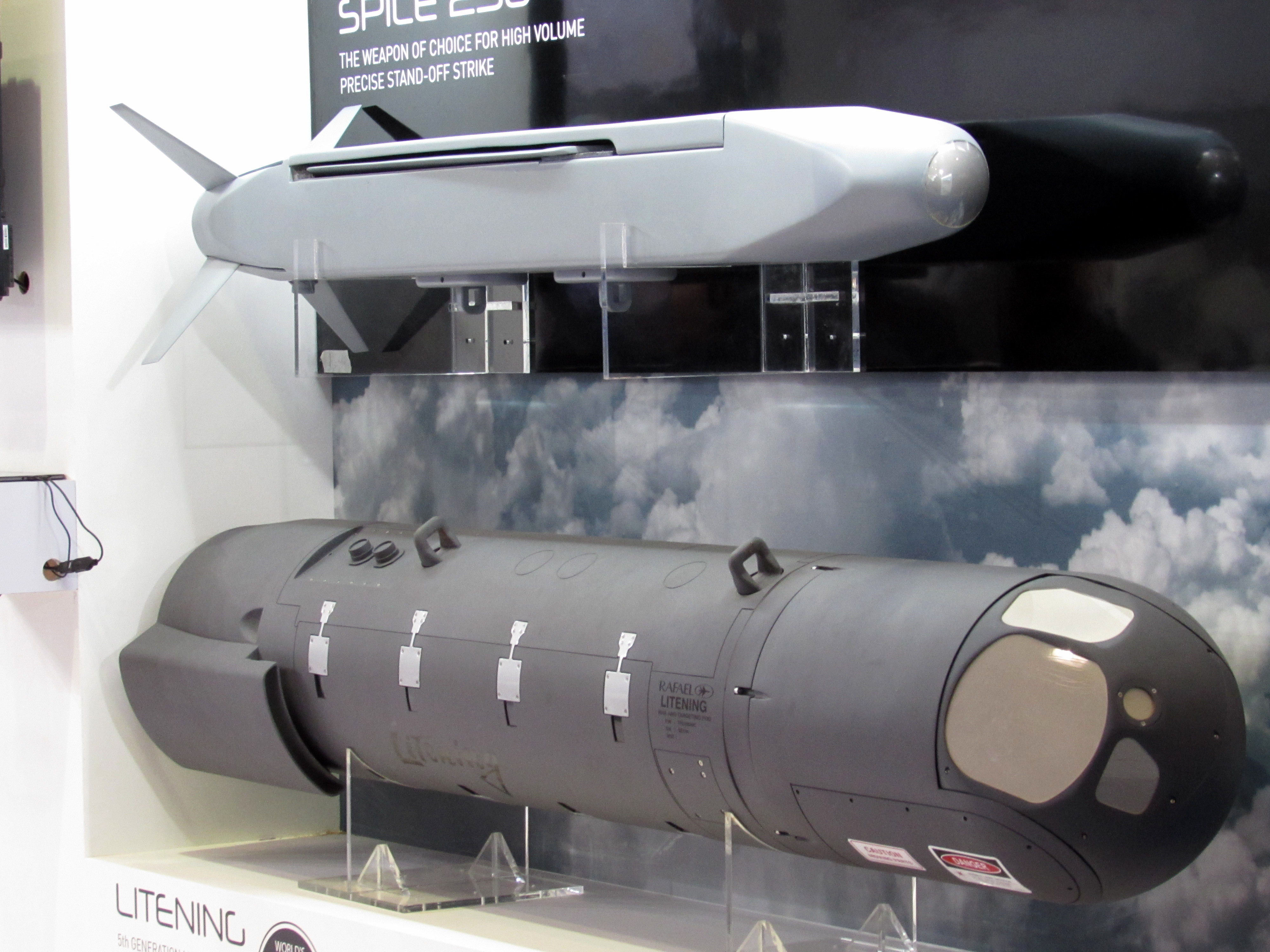

La nacelle AN/AAQ-28(V) Litening ou LITENING est une nacelle de désignation (« pod » en anglais) de ciblage de précision conçue par Northrop Grumman et Rafael Advanced Defense Systems ; elle est utilisée depuis février 2000 sur plusieurs avions de combat. Elle accroît de manière significative l'efficacité des avions au combat de jour, de nuit et tout-temps.
La fonction principale d'une nacelle de désignation est de permettre le largage précis de bombes guidées (par laser) mais peut également accomplir des missions de reconnaissance et de donner au pilote diverses informations sur son environnement.
Son développement débute au début des années 90 lorsque Rafael Advanced Defense Systems développe une nouvelle nacelle de désignation à destination de l'armée de l'Air israélienne. Il s'associe à l'entreprise américaine Northrop Grumman en 1995 pour les développements futurs et dès 1999 les deux entreprises sortent conjointement la nacelle LITENING II.

## Caractéristiques techniques et commerciales

### Dimensions
- Longueur : 220 cm (87")
- Diamètre : 40,6 cm (16")
- Masse : 220 kg (480 lb)[3]

### Capteurs
- 1K FLIR (MWIR),
- Long Range SWIR
- HD color[1]

### Ventes et utilisateurs
En 2020, Northrop Grumman indique avoir livré plus de 900 unités de cette nacelle de désignation dans 28 pays,.
- En 1996, Northrop Grumman et Rafael signent un contrat d'un montant inconnu avec la Force aérienne royale thaïlandaise pour 5 nacelles LITENING.
- En 1999, Northrop Grumman et Rafael signent un contrat de 53 millions $ avec l'U.S. Air Force pour 32 nacelles LITENING II pour équiper leurs F-16 - Coût unitaire : 1 656 250 $
- En 2001, Northrop Grumman et Rafael signent un contrat de 73 millions $ avec l'USMC pour 47 nacelles LITENING II pour équiper leurs AV-8B Harrier[4] - Cout unitaire : 1 553 191 $
- En 2002, Northrop Grumman et Rafael signent un contrat de 19,3 millions $ avec l'Air National Guard pour 16 nacelles LITENING ER pour équiper leurs F-16[5] - Coût unitaire : 1 206 250 $
- En 2003, Northrop Grumman et Rafael signent un contrat de 32,6 millions $ avec l'U.S. Air Force pour 24 nacelles LITENING ER pour équiper leurs F-15E[6] - Coût unitaire : 1 358 333 $
- En 2003, Northrop Grumman et Rafael signent un contrat de 40 millions $ avec l'Armée de l'air royale néerlandaise pour 22 nacelles LITENING AT - Coût unitaire : 1 818 181 $
- En 2006, Northrop Grumman et Rafael signent un contrat d'un montant inconnu avec l'Armée de l'air suédoise pour 14 nacelles LITENING III pour équiper leurs JAS-39.
- En 2008, Northrop Grumman et Rafael signent un contrat de 30 millions $ avec l'Armée de l'air finlandaise pour 10 nacelles LITENING AT pour équiper leurs F-18[7] - Coût unitaire : 3 000 000 $
- En 2008, Northrop Grumman et Rafael signent un contrat d'un montant inconnu avec l'armée de l'Air Portugaise pour 12 nacelles LITENING AT pour équiper leurs F-16[8].
- En 2015, Northrop Grumman et Rafael signent un contrat de 22,7 millions $ avec l'armée de l'Air Portugaise pour améliorer leurs nacelles LITENING AT vers le modèle LITENING G4[9].
- En 2017, Northrop Grumman et Rafael signent un contrat de 12,1 millions $ avec les forces aériennes Tchèques pour 4 nacelles LITENING G4 pour équiper leurs Grippen - Coût unitaire : 3 025 000 $

| Europe             | Amérique   | Asie Océanie | Afrique        |
| ------------------ | ---------- | ------------ | -------------- |
| Royaume-Uni        | Etats-Unis | Israël       | Égypte         |
| Allemagne          | Colombie   | Australie    | Afrique du Sud |
| Espagne            | Chili      | Inde         |                |
| Italie             | Brésil     | Thaïlande    |                |
| Pays-bas           | Venezuela  | Kazakhstan   |                |
| Suède              | Argentine  | Turquie      |                |
| Finlande           |            | Indonésie    |                |
| Danemark           |            | Singapour    |                |
| Roumanie           |            |              |                |
| Portugal           |            |              |                |
| Grèce              |            |              |                |
| Hongrie            |            |              |                |
| République tchèque |            |              |                |

## Versions[10]
- LITENING - Capacité opérationnelle initiale 1995
- LITENING II - Capacité opérationnelle initiale 1999 - FLIR de 3eme génération 256×256 ; amélioration logicielle
- LITENING ER - Capacité opérationnelle initiale 2001 - ER = Extended Range ; FLIR 3eme génération 640x512 ; Portée beaucoup plus importante
- LITENING AT - Capacité opérationnelle initiale 2003 - AT = Advanced Targeting ; nouveau circuit ; amélioration logicielle algorithme ;  Capteur photographique CCD 1,004 x 1x004 p ; liaisons de données air-sol - sol-air[11]
- LITENING III - Capacité opérationnelle initiale 2003 - FLIR de 3eme génération jour/nuit 640×480 - Capteur photographique CCD amélioré ; Eye safe ; DPL
- LITENING G4 - Capacité opérationnelle initiale 2008 - FLIR 1024x1024 - laser de nouvelle génération - caméra couleur
- LITENING SE - Capacité opérationnelle initiale 2012 - SE = Sensor Enhancement[12]

## Implantations sur aéronefs
En 2022, la nacelle AN/AAQ-28(V) LITENING a été installée sur certains des appareils suivants :

### Aéronefs américains
- Installation d'une nacelle LITENING à bord d'un porte-avions Américain AV-8B Harrier II
- A10 Thunderbolt II
- B-52 Stratofortress
- C-130J
- F-15E Strike Eagle

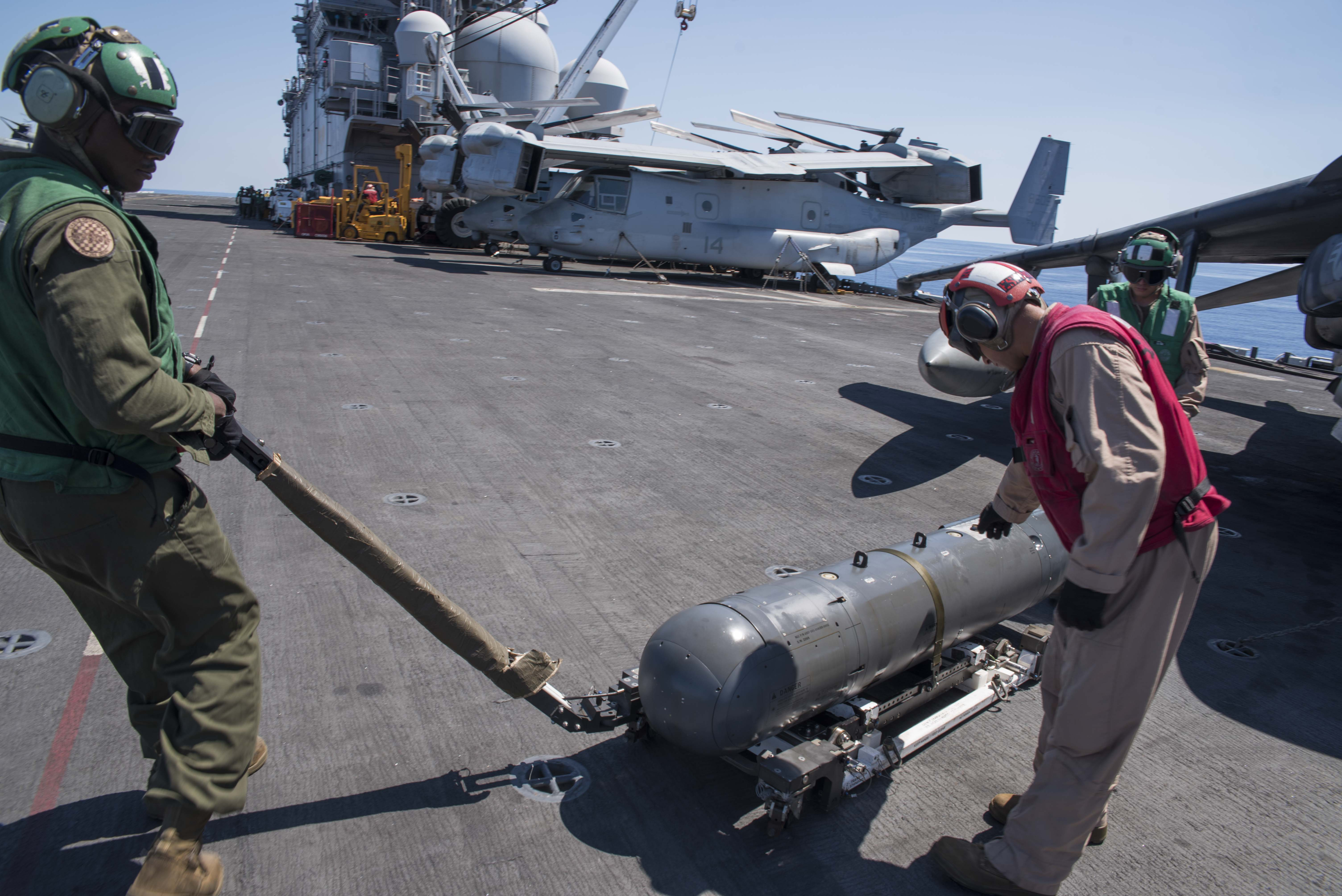
Installation d'une nacelle LITENING à bord d'un porte-avions Américain

- F16 Fighting Falcon (Block 25/30/40/50)
- F/A-18 Hornet
- F-4 Phantom II
- MQ-9 Reaper

### Aéronefs étrangers et pays utilisateurs

#### France

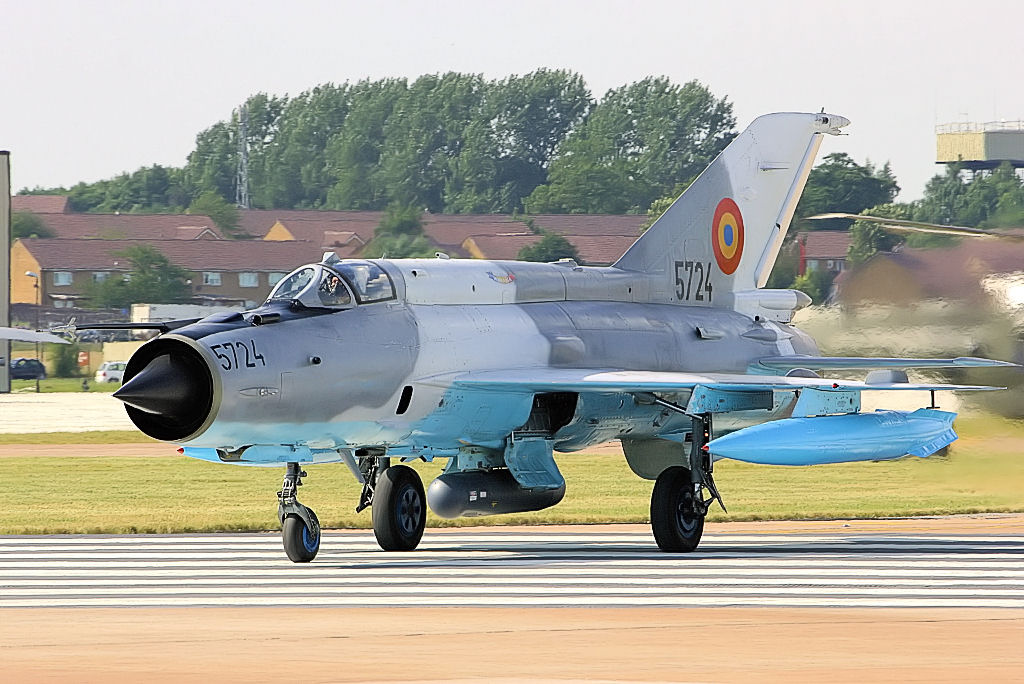
LITENING POD sur Mig-21

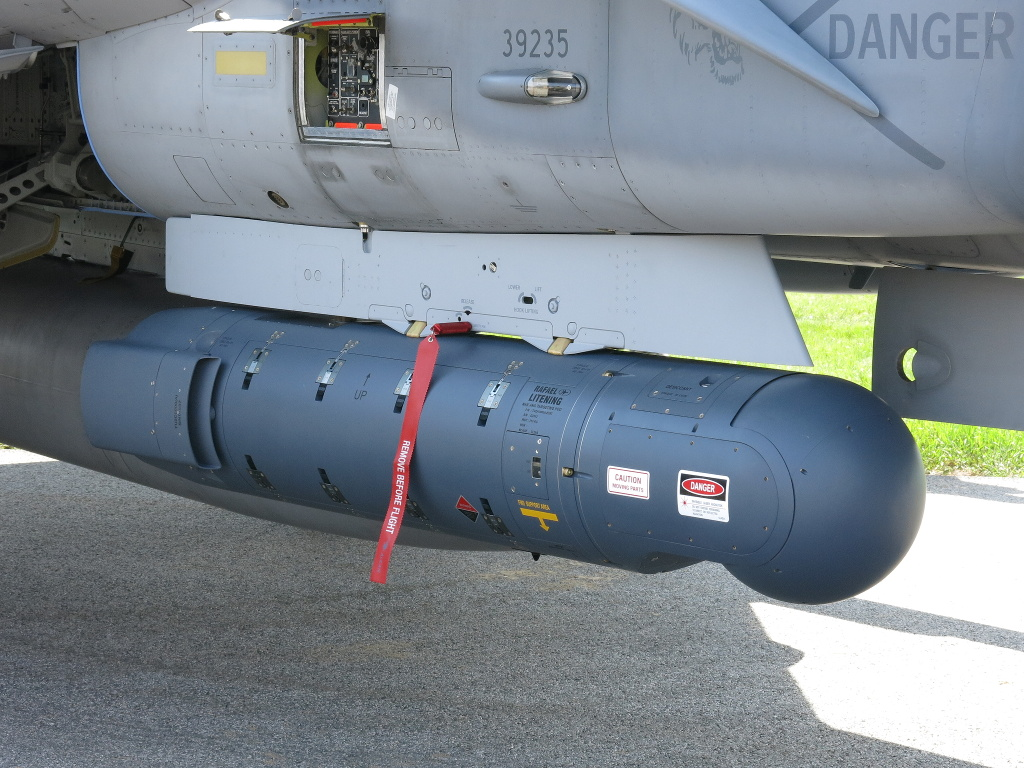
LITENING POD sur JAS 39

- HAL Tejas : Inde
- SEPECAT Jaguar : Inde
- Dassault Mirage 2000 : Inde
- Dassault Rafale : Inde[13].LITENING POD sur Mig-21

#### Russie / URSS/
- Soukhoï Su-30MKI : Inde (sous licence russe)
- MIG-21 : Roumanie
- MIG-27 : Inde

#### Autres
- Panavia Tornado    : Allemagne, Royaume-Uni, Italie
- Eurofighter Typhoon     : Royaume-Uni, Espagne, Allemagne
- AMX International   : Italie, Brésil
- KC-390  : Brésil
- JAS-39  : République tchèque

## Produits comparables
- Lockheed Martin Sniper XR
- Lockheed Martin LANTIRN
- Pod Thales Damoclès
- Pod Thales Talios
- PDLCT